# Chvojnica
Chvojnica je naseljeno mjesto u okrugu Myjava u  Trenčínskom kraju u Slovačkoj.

## Stanovništvo
| Godina:     | 1993. | 2003.   | 2013.   | 2023.    |
| ----------- | ----- | ------- | ------- | -------- |
| Broj ljudi: | 426   | 406     | 367     | 325      |
| Razlika:    |       | -4,69 % | -9,60 % | -11,44 % |

| Godina:     | 2022. | 2023.   |
| ----------- | ----- | ------- |
| Broj ljudi: | 336   | 325     |
| Razlika:    |       | -3,27 % |

Prema podacima o broju stanovnika iz 2023. godine naselje je imalo 325 stanovnika.

## Vanjske poveznice
|  | Zajednički poslužitelj ima još gradiva o temi Chvojnica |

- Službena stranica naselja (sl.)